# Poletne olimpijske igre 1928
Poletne olimpijske igre 1928 (uradno Igre IX. olimpijade) so potekale leta 1928 v Amsterdamu (Nizozemska).